# 交通巡視員
交通巡視員（こうつうじゅんしいん）とは、日本の警察において警察官とともに道路交通に関する取締りや指導、交通整理などを行う警察職員である。現在では、例として愛知県のように廃止され警察官に統合された都道府県もある。

## 概要
道路交通法第114条の4に定められた、警察職員である。警察の試験で採用され、制服のデザインも警察官（交通課員。ホイッスルを繋いだ白の飾緒を右肩に嵌めている）に準じているが、職務権限が及ぶのは交通関係の範囲に限られる（後述）。また警察官のような階級は無く、警察官の階級章と類似したデザインの「交通巡視員章」を制服の左胸に着用する。
刑事訴訟法上の司法警察職員では無く、職務上の必要性も無いので、警察官のように拳銃、警棒、手錠の携帯は認められていない。ただし、警察手帳と同型の身分証票は貸与されており、これの携帯義務はある。
法制度上は男女とも存在するが、実際に現在も採用試験を行っている警察本部では対象は女性のみの場合がほとんどである。
先述の通り、警察官に統合し、事実上の職種の廃止を行った警察本部も多い。

### 職務権限
基本的に、職務上の法的執行力を持つのは交通整理、歩行者・自転車への指導および駐停車違反関連への反則告知だけである。捜査権を付与された司法警察職員ではないため、刑事捜査など強制的執行は職務としては行わない。違反者が抵抗した場合は警察官が執行に当たる事となる。
- 交通整理（道路交通法第6条）
  - 交差点または横断歩道における手信号等による交通整理。警察官と同様に、信号機と異なる表示をした場合には交通巡視員の手信号等が優先する。
  - それ以外の渋滞や危険発生等の際の措置命令職権は持たない。
- 歩行者又は自転車の通行の安全の確保およびこれらへの指導
  - 児童又は幼児が小学校、幼稚園、幼保連携型認定こども園その他の教育又は保育のための施設に通うため道路を通行している場合、および高齢の歩行者、身体の障害のある歩行者その他の歩行者でその通行に支障のあるものが道路を横断し、又は横断しようとしている場合における誘導、合図その他適当な措置
  - 歩行者の通行方法違反への是正指示（対面通行、歩道等通行、横断方法違反、横断禁止違反）
  - 自転車の通行方法違反への是正指示（交差点における自転車の通行方法違反）
    - 列挙した違反に限り、歩行者、自転車とも法的拘束力を持つ。指示に従わない場合、罰則付違法行為となる。ただし実際に検挙するのは警察官である。
- 車両の停車又は駐車の規制の励行
  - 道路交通法（第九節の二「違法停車及び違法駐車に対する措置」）に基づく違法駐停車車両または運転者への措置命令、車両の移動、駐停車違反反則告知、放置違反金告知
- その他、道路における交通の安全と円滑に係るその他の指導